# Witalij Hołod
Witalij Hołod, ukr. Віталій Голод (ur. 23 czerwca 1971 we Lwowie) – ukraiński szachista i trener szachowy (FIDE Senior Trainer od 2012), reprezentant Izraela od 1996, arcymistrz od 1996 roku.

## Kariera szachowa
W roku 1991 triumfował w indywidualnych mistrzostwach Ukrainy, natomiast w 1993 zwyciężył w turniejach rozegranych w Mladá Boleslav, Ufie, Bratysławie i Šaľi (wraz z Robertem Tibenskim). W kolejnych latach sukcesy osiągnął m.in. w Riszon le-Cijjon (1997/98, dz. I m. wraz z Wiktorem Michalewskim i Aleksandrem Golinem), Wiedniu (1998, dz. I m. wraz z m.in. Ildarem Ibragimowem i Ilją Smirinem), Vlissingen (2000, dz. I m. wraz z Ivanem Sokolovem, Władimirem Jepiszynem, Friso Nijboerem i Tamazem Gelaszwili), Tel Awiwie (2001, dz. III m. wraz z Michaelem Roizem, za Jewgienijem Aleksiejewem i Konstantinem Lernerem), Lwowie (2001, II m. za Andrijem Maksymenką), Zurychu (2003, dz. I m. wraz z m.in. Alonem Greenfeldem, Josephem Gallagherem i Edvinsem Kengisem), Saint-Vincent (2004, dz. II m. wraz z Michaelem Roizem i Michaiłem Gurewiczem, za Liviu-Dieterem Nisipeanu), Santa Monica (2004, I m.), Mc Minville (2004, memoriał Arthura Dake'a, dz. I m. wraz z Emilem Anką), Bad Wiessee (2004, dz. I m. wraz z Igorem Kurnosowem, Piotrem Bobrasem, Igorem Chenkinem i Karelem van der Weide), Tel Awiwie (2004, mistrzostwa Izraela, dz. I m. wraz z Siergiejem Erenburgiem), Biel (2005, dz. III m. za Michaiłem Kobaliją i Jewgienijem Aleksiejewem, wraz z m.in. Wadimem Miłowem), Schaumburgu (2006, I m.), na Wyspie Man (2007, wraz z Zacharem Jefimienko, Mateuszem Bartlem, Michaelem Roizem, Jurijem Jakowiczem oraz Michaiłem Kobaliją), Biel (2010, dz. I m. wspólnie z m.in. Aleksandrem Riazancewem i Leonidem Kritzem), Taszkencie (2010, memoriał Gieorgija Agzamowa, wspólnie z Maksimem Turowem, Rinatem Żumabajewem i Siarhiejem Żyhałką) oraz w Hafie (2010, mistrzostwa Izraela, I m.).
Najwyższy ranking w dotychczasowej karierze osiągnął 1 stycznia 2008 r., z wynikiem 2606 punktów zajmował wówczas 9. miejsce wśród izraelskich szachistów.